# جان اچ. میچل
جان هیپل میچل (به انگلیسی: John Hipple Mitchell) سناتور سابق عضو حزب جمهوری‌خواه ایالات متحده آمریکا بود. وی در سال ۱۸۷۳ تا ۱۸۷۹ و ۱۸۸۵ تا ۱۸۹۷ و ۱۹۰۱ تا ۱۹۰۵ میلادی سناتور ایالت اورگن در سنای ایالات متحده آمریکا بود.